# گروه فوکوکا
گروه فوکوکا (انگلیسی: Fukuoka Group) شرکت خدمات مالی ژاپنی است، که در سال ۲۰۰۷ تأسیس شد.